# Cucina vicentina

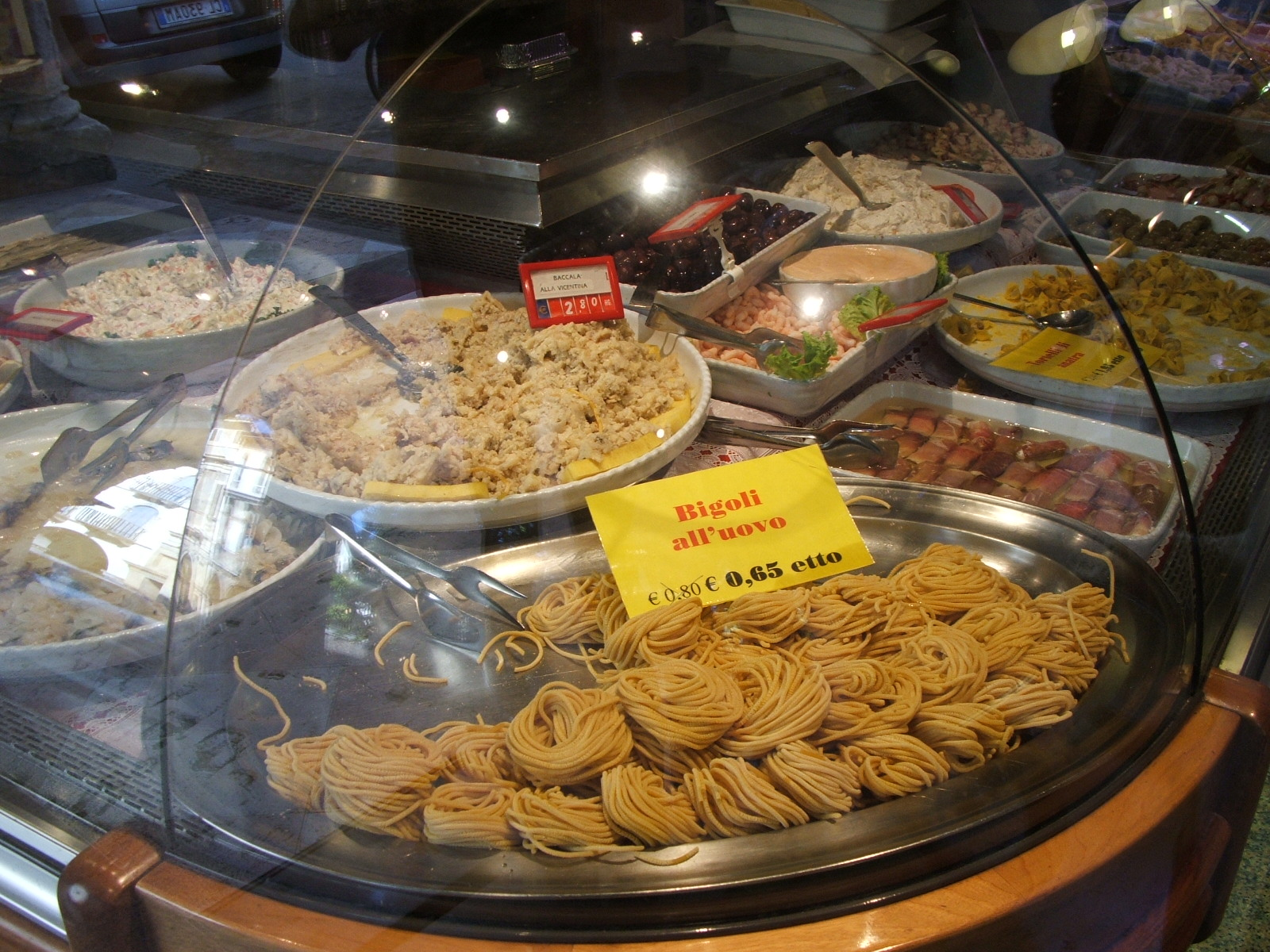
La vetrina di una gastronomia vicentina con varie specialità della cucina locale; in primo piano: bigoli all'uovo; dietro: baccalà alla vicentina.

La cucina vicentina che ci è stata tramandata è ricca di piatti di evidente derivazione popolare e manca dell'eredità di ricche preparazioni, più frequenti dove siano state corti nobiliari potenti: la città di Vicenza, infatti, era probabilmente la più povera tra quelle della Serenissima Repubblica di Venezia.

## Caratteristiche generali
La cucina vicentina è composta di piatti semplici, di tradizione contadina, che seguono l'andamento delle stagioni e dei relativi prodotti che si raccoglievano nei prati e nei boschi. Ogni piatto è legato ad una parte del territorio e le preparazioni si basano ancora oggi sui prodotti tipici, (molti dei quali inseriti nell'elenco dei Prodotti agroalimentari tradizionali italiani): i bisi di Lumignano (frazione di Longare), gli asparagi bianchi di Bassano, i torresani di Breganze, i formaggi di Asiago, le ciliegie di Marostica, il riso di Grumolo delle Abbadesse, la patata di Rotzo e il sedano di Rubbio (frazione di Conco), i tartufi a Nanto, il broccolo fiolaro di Creazzo, la mostarda di Montecchio Maggiore, la sopressa di Valli del Pasubio, gli gnocchi con la fioreta di Recoaro Terme. Il piatto più tipico è comunque il baccalà alla vicentina.

Vanta anche un'ampia tradizione nella produzione di vini, tra i quali se ne distinguono di Denominazione di Origine Controllata, come il Breganze Cabernet, il Gambellara, il Colli Berici Garganega o il Lessini Durello.

## Magnagati
Un detto popolare, codificato in una filastrocca pubblicata nel 1879, soprannomina i vicentini "magnagati", ovvero "mangia gatti", detto che ha dato origine a svariate teorie sulla sua provenienza etimologica ma che nell'immaginario popolare moderno è divenuto anche un simbolo della povertà del territorio e della sua gente nei periodi passati, da ultimo durante la seconda guerra mondiale, quando questo segno di disperazione - cibarsi di questi animali domestici una volta esauriti quelli da cortile - era in realtà abbastanza diffusa in tutta Italia, tant'è che una circolare del Ministero dell'Interno all'inizio del 1943 vietava espressamente l'uccisione di gatti per scopi alimentari, al fine di evitare la proliferazione di topi.
La tradizione, comunque, assegna particolarmente ai vicentini la nomea di "mangia gatti". Sulle ragioni di questa attribuzione ci sono diverse leggende, ma l'unico collegamento storico è rintracciabile nel 1509, quando Padova era attaccata dalle truppe della lega di Cambrai, allestite contro la Repubblica di Venezia. Tra gli aggressori vi erano i vicentini, tradizionali nemici dei sudditi dei Carraresi, e sarebbe a loro che i padovani mostrarono in segno di disprezzo, dall'alto delle mura, una gatta appesa a una lancia: «Lo sfottò era riferito alla macchina da guerra conosciuta come "il gatto" e utilizzata anche dalle truppe imperiali».
A seguito di questo epiteto, che come si è visto non ha probabilmente origini culinarie e che è assunto bonariamente come un blasone da parte dei cittadini, alcuni hanno voluto pubblicare - prevalentemente a scopo satirico - la propria ricetta del "gatto alla vicentina", generando regolarmente varie polemiche con gli amici degli animali.

## Storia

### La cucina nell'antichità
Una preparazione tipica, la mostarda vicentina, è probabilmente di derivazione romana, nella cui tradizione culinaria si trovano ricette simili con mele e pere.
Sin dal III secolo a.C. i Veneti commerciavano con i Romani: carni salate o affumicate o salami e salsicce speziate prodotti con carne di vari animali, fra cui suini, cominciarono ad apparire sulle tavole dei nobili. Buona parte della zona dei Colli Berici e della sottostante pianura era occupata da una rigogliosa vegetazione in cui trovava riparo e alimento una fauna variegata che includeva suini, volatili e molti altri animali che erano oggetto di caccia e fornivano la materia prima per la lavorazione e la conservazione.

### La cucina in epoca medievale
Alcuni degli ingredienti della moderna gastronomia veneta arrivarono nel vicentino in epoca medievale: i piselli di Lumignano furono coltivati per la prima volta dai monaci benedettini fra il X e l'XI secolo, mentre una leggenda narra che gli asparagi bianchi di Bassano siano stati importati direttamente da sant'Antonio di Padova dalla Spagna per rabbonire Ezzelino da Romano.
Le preparazioni che comparivano sulle tavole dei nobili però in quell'epoca erano estremamente elaborate, le cacciagioni erano servite decorate dal loro piumaggio e ripiene di animali, talvolta vivi.
La val Liona, che da Sossano si protende fra i colli Berici verso Montecchio Maggiore, era ricchissima di vegetazione e l'abbondanza di ghiande e castagne rese possibile allevare i suini fin dal VI - VII secolo: gli animali erano lasciati pascolare liberamente, senza spesa per il contadino, e, allevati allo stato brado, si riproducevano con facilità e giungevano ad una taglia notevole in pochi mesi. Dal maiale si potevano ricavare vari insaccati, da conservare e utilizzare in ogni momento dell'anno. Carni salate o affumicate o salami e salsicce speziate cominciarono ad apparire sulle tavole dei nobili che le ricevevano come pagamento delle tasse, in particolare la coscia era parte delle decime che ogni fittavolo versava ogni anno. Tale tradizione ha condotto alla ricetta di due specialità: la sopressa Vicentina e il prosciutto Veneto Berico-Euganeo, in particolare nel vicentino è prodotto il prosciutto affumicato della Val Liona.

### La cucina in epoca rinascimentale
È nel Cinquecento che la cucina vicentina ha iniziato ad assumere l'aspetto attuale. L'arrivo dalle colonie americane di nuovi ingredienti contribuisce a modificare l'alimentazione delle popolazioni. Determinante nel definire la lista degli ingredienti della cucina vicentina fu, infatti, l'apporto dei veneziani: Vicenza fece parte della Serenissima Repubblica di Venezia per circa quattro secoli e la via delle spezie, che da Venezia portava i prodotti orientali in tutta Europa, passava per la città arricchendola continuamente di novità. Molti degli ingredienti fondanti della tradizione culinaria sono, di fatto, di importazione.
In quel periodo il cuoco era detto Scalco e nel cucinare per i signori veneziani che nella bella stagione si dilettavano a far villeggiatura nelle ville venete aveva il problema della conservazione degli alimenti. Fra le spezie erano molto usati chiodi di garofano, cannella e bacche di ginepro. Fra gli ingredienti si utilizzavano topinambur ovvero radici simili a patate ma più fibrose e dolci, pastinache che ricordano delle carote, ceci, fave, miglio, farina di castagne.
Iniziarono quindi ad arrivare nuovi alimenti: il mais, anzitutto, che arrivò grazie ai traffici dei veneziani. Ricevette un'accoglienza estremamente diffidente, tanto che in un primo tempo solo le ristrette zone di Schio e Marano Vicentino accettarono di coltivarlo. Ancora oggi a Marano è prodotto un tipo particolare di mais, che prende il nome di mais marano (maranelo), il cui pregio sta nella ricchezza delle piante che producono fino a tre pannocchie per gambo e la cui farina è la più adatta a fare la polenta cremosa che accompagna i piatti vicentini. Tuttavia, già in precedenza si mangiava una polenta preparata con una farina di grano saraceno, miglio e fave, che era alla base dell'alimentazione del popolo. Innestandosi su questa tradizione il mais diventerà, qui come altrove nell'Italia settentrionale, l'ingrediente principale della polenta, piatto quotidiano irrinunciabile per ampie fasce di popolazione.

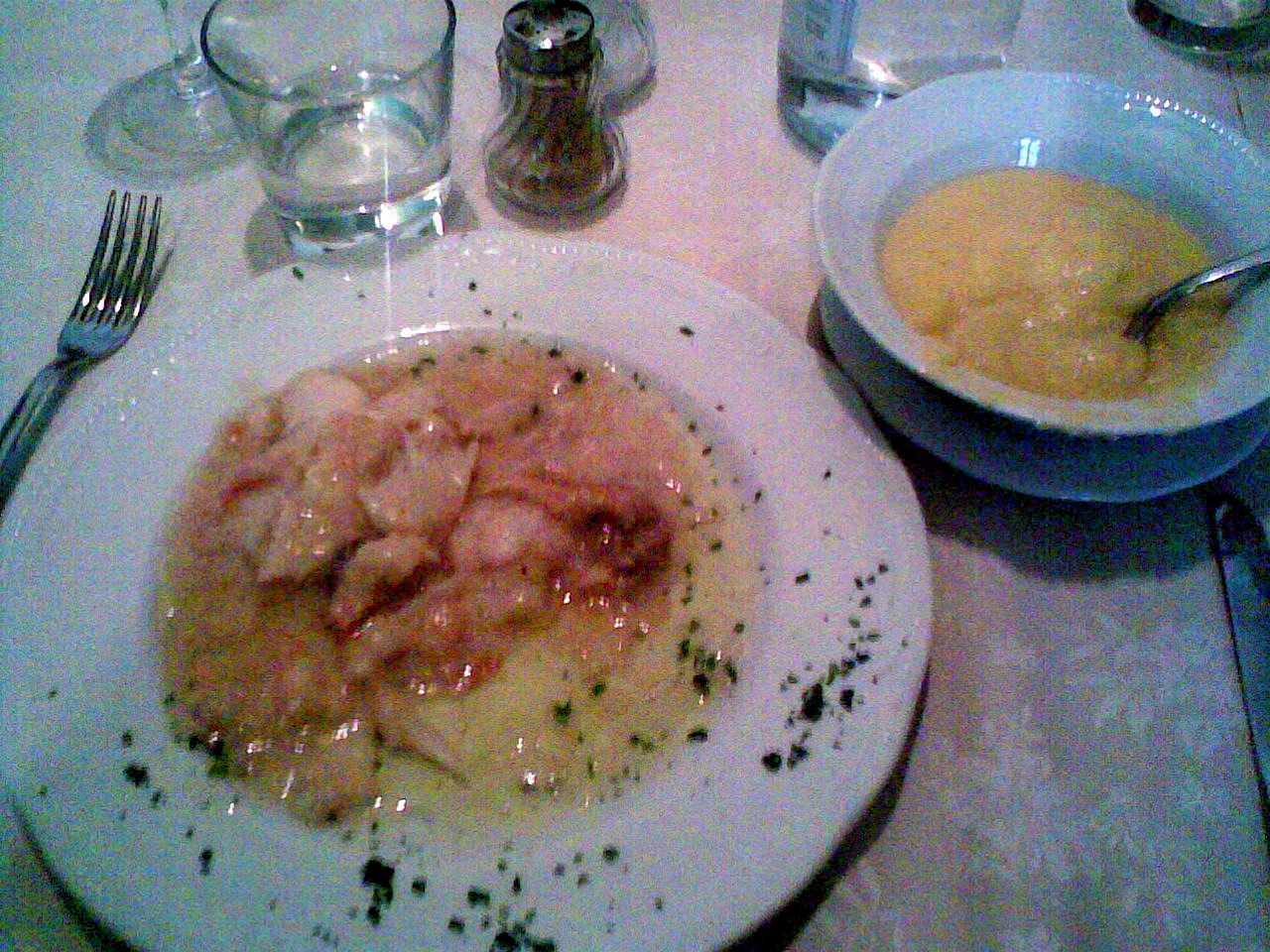
Baccalà con polenta semiliquida, tipica del vicentino

Il riso, giunto dal mondo arabo in seguito ai commerci veneziani con l'Oriente, rimane per molto tempo un prodotto di lusso, usato molto nelle preparazioni di dolci. Dalla prima metà del Cinquecento venne avviata la coltivazione a Grumolo delle Abbadesse ove tuttora è coltivata, in particolare, la qualità Vialone Nano.
I fagioli arrivarono nel vicentino dopo che Piero Valeriano li ebbe diffusi nel 1532 nella zona di Lamon in provincia di Belluno e trovarono un terreno particolarmente favorevole nella Val di Posina.
Infine lo stoccafisso, qui chiamato bacalà, fu importato dopo il naufragio del capitano veneziano Pietro Querini in Norvegia avvenuto nel 1432. Si ritiene che la ricetta vicentina possa essere successiva di circa un secolo. Va notato che il termine baccalà o bacalà identifica nel Triveneto il merluzzo essiccato al sole (stoccafisso) e non, come nel resto d'Italia, il merluzzo sotto sale, che qui è detto invece bertagnin ed è molto meno diffuso e amato.
Il Libro de arte cocquinaria di Maestro Martino, che per un periodo fu cuoco personale del Patriarca di Aquileia ove ebbe la possibilità di conoscere le specialità venete, riporta alcune ricette di mostarda pestata. Le famiglie rurali, in occasione delle festività natalizie, erano solite preparare un condimento speciale unendo farina, senape, aceto e frutta candita al mosto di vino. Tale tradizione è sopravvissuta nella attuale mostarda vicentina, preparata con le mele cotogne.

### La cucina nell'era moderna
Quando gli austriaci subentrarono ai veneziani la loro cultura non impresse alla cucina vicentina un marchio rilevante come accadde in altre zone (si pensi al Trentino o alla cucina milanese). Questo perché la dominazione asburgica era poco accettata, pertanto i vicentini continuarono a preferire le pietanze che ormai erano tradizionalmente presenti sulle loro tavole. È stata trovata un'unica eccezione nei crauti delle Bregonze, riconosciuti anche tra i prodotti agrogastronomici tradizionali.

## I piatti della tradizione

### Primi piatti

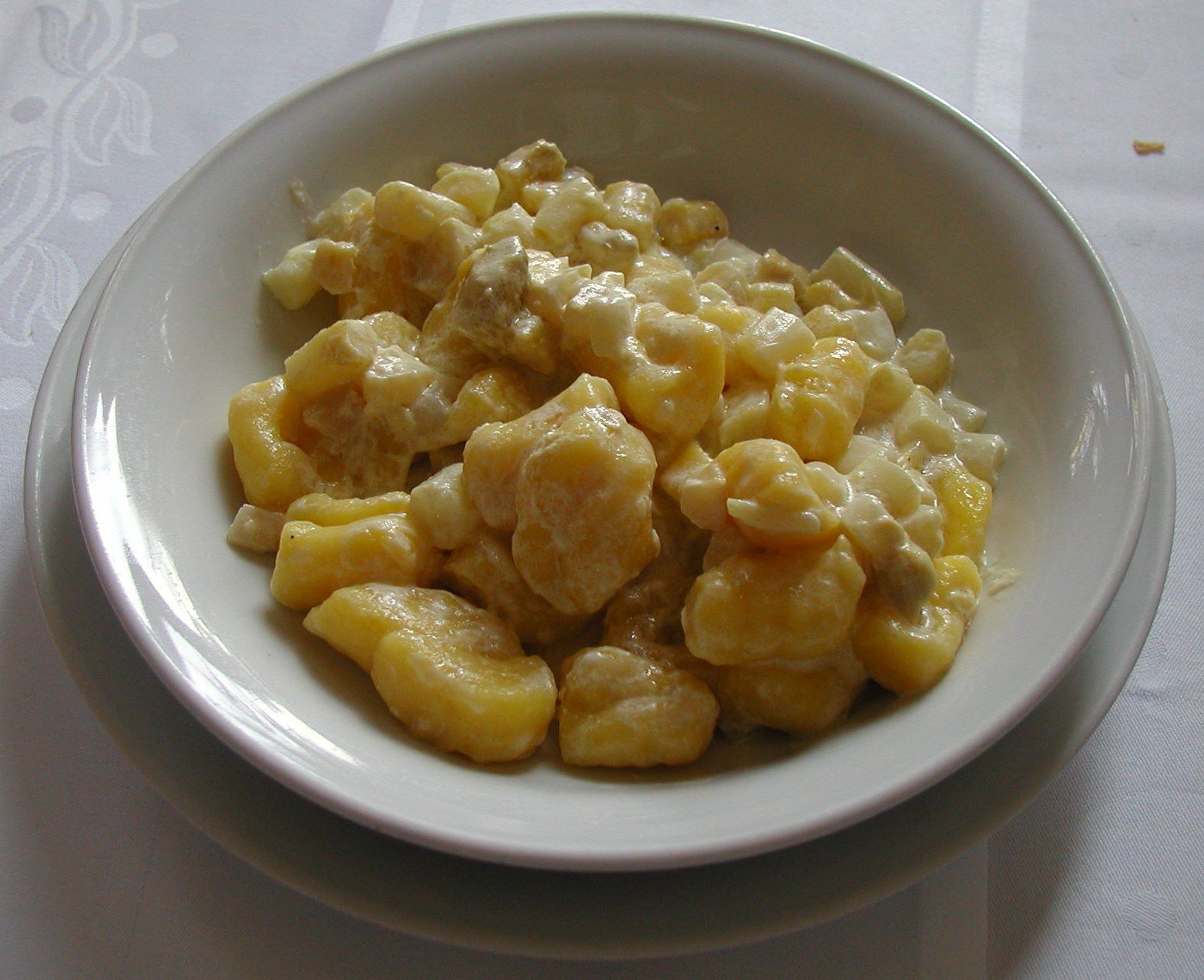
Gnocchi di patate con asparagi bianchi di Bassano del Grappa

Fra i primi piatti sono rinomati i risotti che si rinnovano con il trascorrere delle stagioni: in primavera con i bruscandoli che si raccolgono al margine dei sentieri nei boschi dei Colli Berici o lungo il corso dei fiumi, con gli asparagi bianchi di Bassano dal sapore delicatissimo, con le ortiche, con pissacan; in estate con i marsoni (piccoli e tozzi pesci che vivono nelle acque poco profonde ma pulite, ancora presenti nel fiume Astico) o con le rane, con le zucchine e con le erbe profumate dell'orto officinale; d'autunno e inverno riso e patate, risotto con la zucca, risotto con il radicchio e a fine stagione con i carciofi.
Meno tradizionali, ma ugualmente palatabili, anche gnocchi e altri tipi di pasta, che possono essere conditi con un sugo a base di asparagi.
Molto diffuse anche le zuppe, in ogni stagione: le più tipiche sono la mosa che al giorno d'oggi è stata soppiantata da zuppe precotte, ma che rappresentava la base dell'alimentazione nei mesi invernali, essendo una semplice pappa di zucca e latte, talvolta arricchita da un pugno di riso; oppure la minestra di risi e bisi o la pasta e fagioli alla vicentina, che si differenzia da quella preparata nelle altre zone del Veneto per l'utilizzo di tagliatelle all'uovo, o anche la panà o zuppa di pane raffermo e brodo di pollo.
Piatto assolutamente locale sono i Bigoi co' l'arna, sorta di grossi spaghetti di grano tenero tradizionalmente trafilati col torchio girato a mano e conditi con un ragù di anatra. Tipici inizialmente della cittadina di Thiene, sono stati con il tempo apprezzati in tutta la provincia e possono essere gustati nelle trattorie fino a Padova. La ricetta tradizionale prevedeva che i bigoli fossero cotti nell'acqua in cui era stata fatta lessare un'anatra e che quindi si condissero con un sugo prodotto con burro aromatizzato e frattaglie della medesima anatra. Attualmente si adopera un macinato di carne d'anatra per fare un ragù, con un procedimento molto simile a quello con cui si produce il comune ragù, ma in bianco (senza aggiunta di pomodoro). Oltre alla variante spuria, quella con la salsa di pomodoro, esiste quella dei "Bigoli col colombin", in cui l'anatra viene sostituita dalla tortora.

### Secondi piatti
Fra i secondi piatti ricordiamo il baccalà alla vicentina servito con la polenta, comparso sulle tavole vicentine nel XVI secolo. La preparazione è estremamente lenta: deve essere messo a bagno per tre giorni, in acqua corrente, perché si ammorbidisca, poi deve essere pestato e pulito, quindi infarinato e cotto a fuoco lentissimo con abbondante cipolla in un tegame di coccio, ricoperto di latte e olio in uguali quantità.

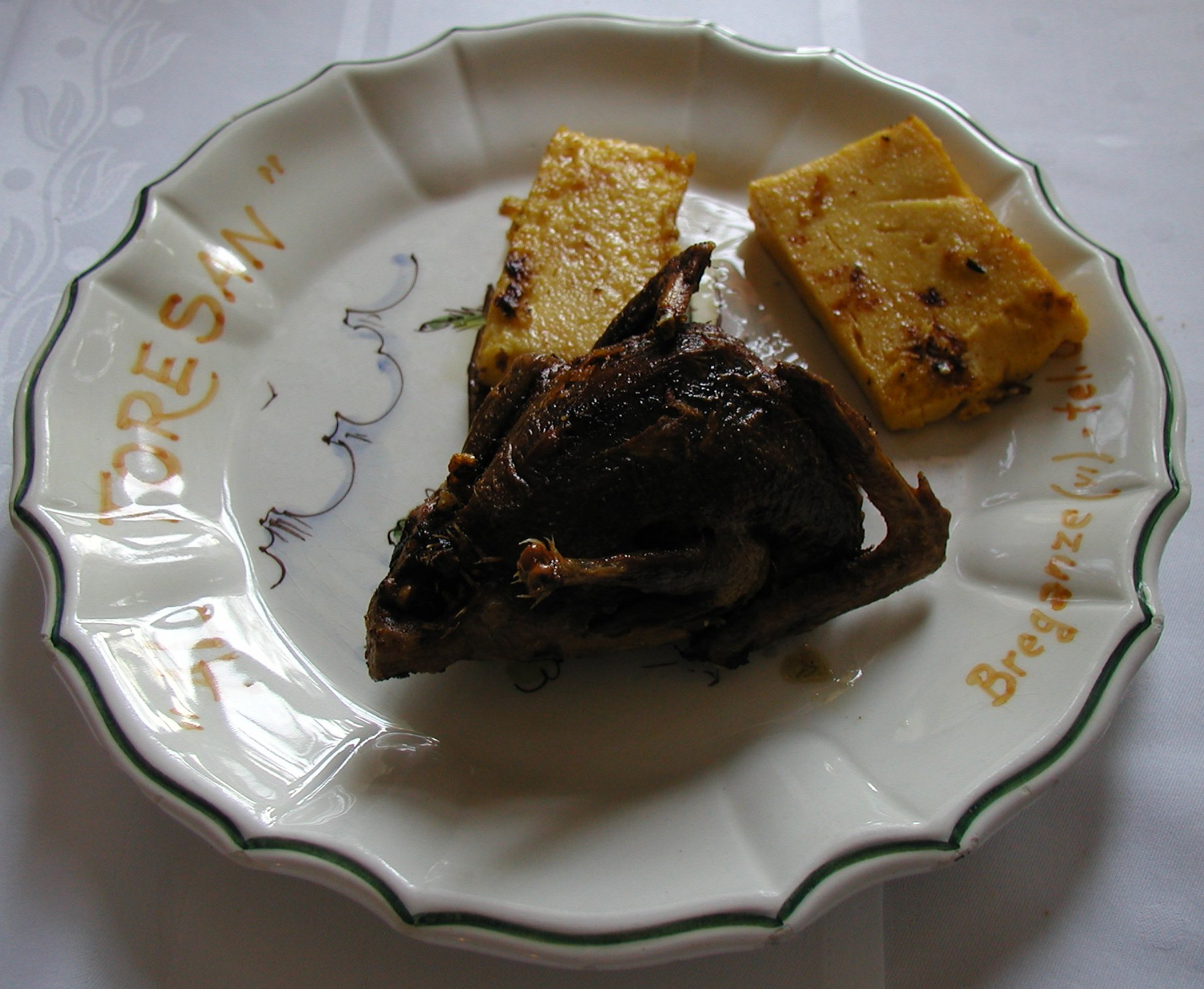
Il Toresan di Breganze

La trota dell'Astico (trota fario) è caratterizzata dal fatto di non assumere mai la livrea argentea delle trote adulte e di trascorrere l'intera vita in acqua corrente a differenza degli esemplari d'allevamento che vivono in laghetti artificiali. Le sue carni sono fini, toniche e sode, color rosa pallido. Tradizionalmente erano cucinate su una graticola di legno di vite. Ancora oggi è un pesce che può essere trovato nei molteplici corsi d'acqua della provincia.
Molto importanti sono i piatti di carne fra cui risalta il toresan o torresano di Breganze ovvero il colombo fatto allo spiedo, tradizionalmente consumato solo nel mese di agosto quando i colombi selvatici giovani e teneri avevano raggiunto la dimensione dell'adulto. I torresani venivano catturati ponendo dei chicchi di riso a bagno nella grappa e poi offrendoli come becchime. Una volta mangiato il riso i colombi ubriachi non erano più in grado di volare e potevano essere catturati. Erano quindi cotti sullo spiedo, su un fuoco di legna per circa mezz'ora, facendoli girare e spennellandoli con il loro stesso grasso colato nella leccarda.

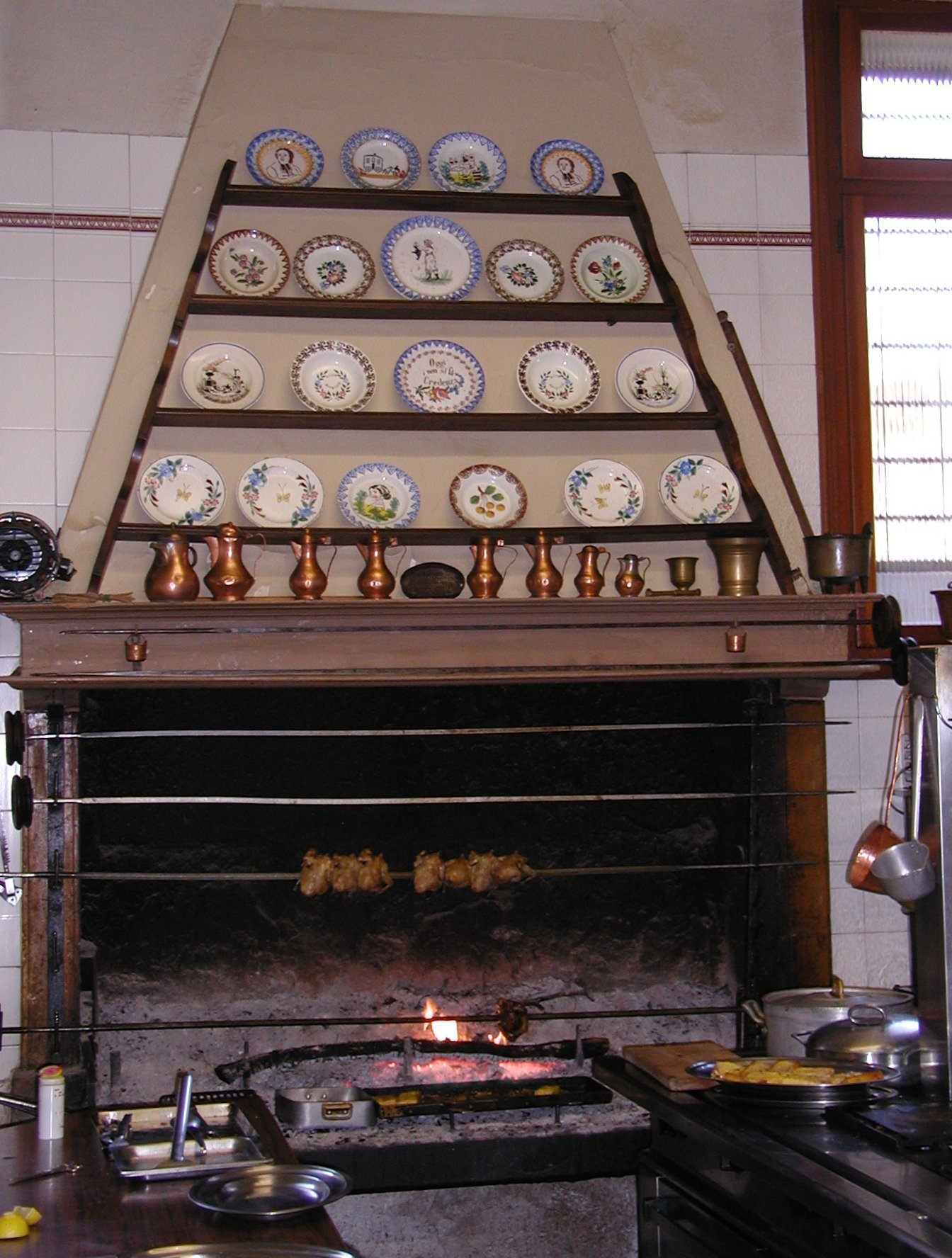
Torresani di Breganze allo spiedo

Il Veneto è tradizionalmente una delle regioni con il maggior numero di allevamenti cunicoli del mondo: fino a trent'anni fa ogni famiglia vicentina aveva un piccolo allevamento di conigli sia per il proprio consumo che per garantirsi un reddito integrativo attraverso il commercio di carne e pelli. Il coniglio veniva consumato giovane, possibilmente prima che raggiungesse la maturità sessuale, tagliandolo a pezzi e cuocendolo in una casseruola di terracotta per due ore dopo averlo lasciato marinare una notte con un trito di verdure, alloro e vino rosso. Anche il coniglio era servito con la polenta e, in stagione, con un contorno di pissacan in tecia ovvero foglie di tarassaco leggermente amarognole, cucinate con aglio, olio e lardo.
Numerose ricette vedono l'uso delle uova: frittata di bruscandoli, asparagi con le uova sono ancora oggi molto diffusi, grazie anche alla preparazione semplice.

### Salumi e formaggi
Il formaggio Asiago è un prodotto caseario di Denominazione di origine protetta la cui produzione, iniziata già nel Medioevo quando veniva stagionato per mesi al fine di consentirne la conservazione, è riservata alla provincia di Vicenza, anche se tipica delle malghe dell'Altopiano di Asiago, dove ancor oggi mantiene la tradizionale crosta nera.
Si distinguono due tipi di lavorazione: l'Asiago pressato fresco, dal sapore dolce, morbido e delicato e l'Asiago di allevo stagionato, deciso e piccante.
La sopressa Vicentina è una sorta di grosso salame del diametro di circa 8 cm, prodotto con carne di solo maiale (possono essere utilizzate spalla, prosciutto, capocollo, ma anche altre parti del maiale) e sale, pepe e salnitro, privo di conservanti. Anch'essa è caratterizzata dal marchio D.O.P..
La soppressa è caratterizzata da un buon equilibrio fra parti magre e grasse, da un impasto morbido grazie alla macinatura a caldo della carne con una grana piuttosto grossa, fra 6 e 7 mm, e da una breve stagionatura per cui ucciso il maiale (che tradizionalmente era sacrificato dopo la festa di San Tommaso, il 21 dicembre) veniva consumata in giugno. La stagionatura può comunque variare da 2 a 6 mesi.
Particolarmente pregiata è la varietà prodotta nel comune di Valli del Pasubio e quella dei colli Lessini.
Un prodotto particolare, tutelato come presidio Slow Food è l'oca in onto prodotta un tempo in tutto il veneto, ma soprattutto nel basso vicentino e sui Colli Berici.

### Dolci

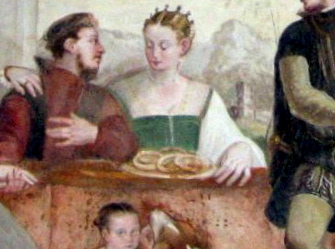
I bussolà in un affresco del Fasolo a Villa Caldogno (1570 circa)

I dolci, ancora più degli altri piatti, testimoniano un passato di ristrettezze. Tra di essi troviamo dolci diffusi nel Veneto in generale, come i Sanmartin di pastrafrola, il mandorlato, le fritole, la brazadela  o brasadelo, focaccia dolce, la pinza, fatta con la polenta gialla.
Alcuni, invece, appartengono più specificamente al territorio e tra questi sono famosi soprattutto il bussolà vicentino con la granella di zucchero (di cui si ha una testimonianza in un affresco cinquecentesco di Giovanni Antonio Fasolo a Villa Caldogno), i grostoli di carnevale fritti nello strutto, la torta di pane e mele.
Gli ingredienti più comuni sono ancora una volta quelli che derivano dalle coltivazioni locali, e in particolare la frutta del brolo.
Un dolce molto rustico, la putana di farina di mais e fichi, si vende oggi nelle pasticcerie in una versione ingentilita che sta a metà tra la pinza veneta e la nicolotta veneziana. La versione tradizionale prevede un dolce di farina gialla, strutto e alloro, con poco zucchero e arricchita di mele, uva appassita in granaio, fichi secchi, noci e talvolta scorza d'arancia grattugiata. Si cuoceva sotto le braci del focolare ancora sino all'anteguerra. La versione attuale si compone di farina gialla, pane ammollato nel latte, burro, zucchero o miele, canditi, uvetta, pinoli.
Altri dolci tipici sono la "fugassa" e il macafame. Nella zona di Schio sono diffusi i biscotti secchi chiamati pandoli di Schio.
Dall'ironico detto popolare "vicentini magnagati" è nato nel 2006, dall'idea di sette pasticceri vicentini di Confartigianato Vicenza, un dolce locale denominato la Gata, che utilizza ingredienti della tradizione (non manca la farina di mais Marano e un goccio di grappa), con l'aggiunta di mandorle e cacao, nel tentativo di colmare la lacuna nella gastronomia locale che di fatto non vanta un dolce tipico.

### Vini

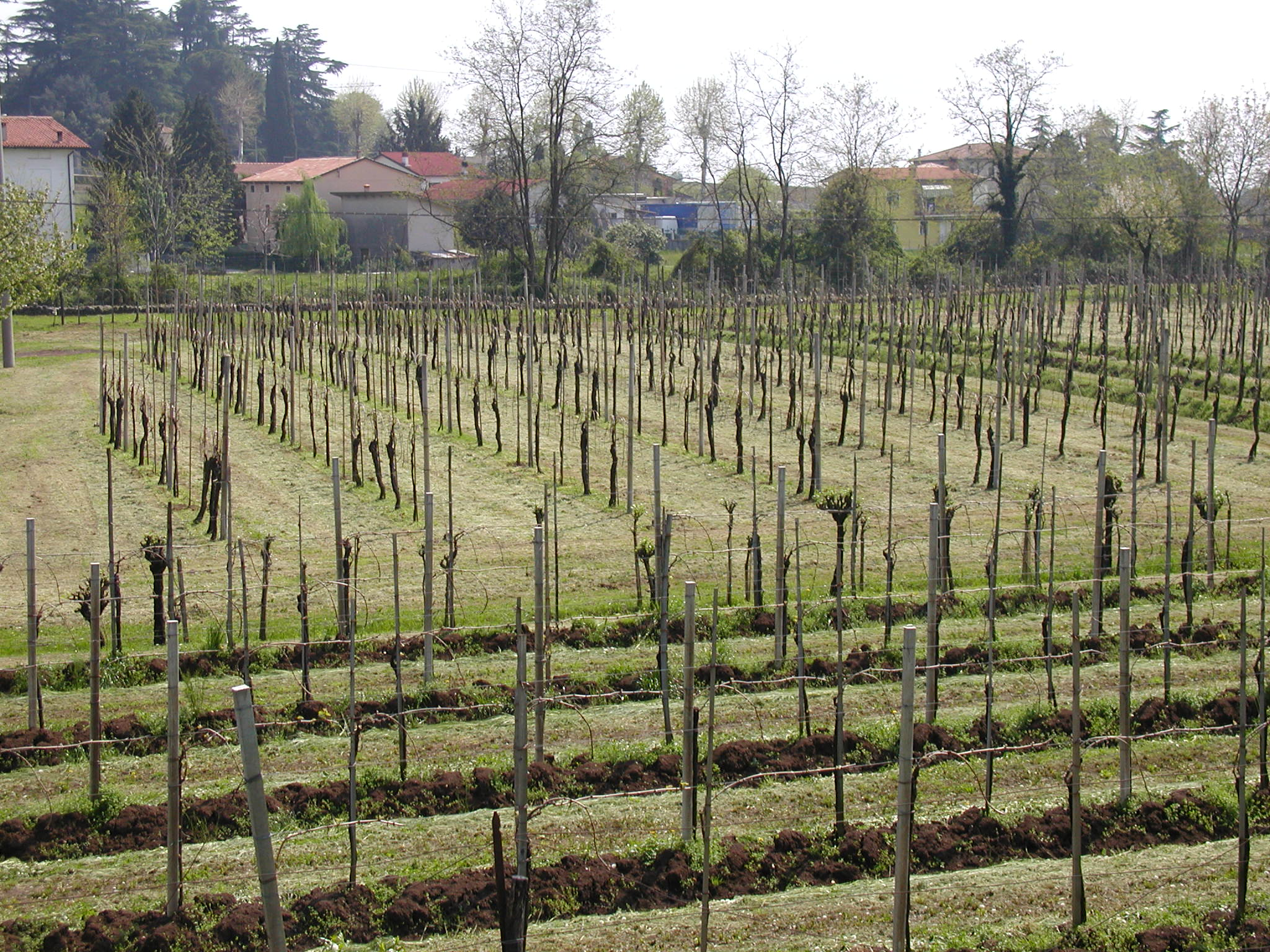
Vigne nel paese di Breganze

Il territorio della provincia di Vicenza presenta due zone particolarmente versate nella produzione del vino: l'area circostante Breganze e quella vicina a Gambellara. Si tratta di due zone collinari: Gambellara sorge allo sbocco della valle del Chiampo nella parte più meridionale dei Monti Lessini ed è circondata da dolci pendii la cui altitudine non supera i 300 m sul livello del mare; Breganze si trova invece nella fascia pedemontana, a sud dell'altopiano di Asiago, tra le vallate dei fiumi Astico e Brenta.
La zona di Gambellara è caratterizzata da un suolo ricco di minerali, essendo di origina vulcanica. I suoi pendii furono coltivati fin dall'antichità essendo dolci e fertili. Quattro i comuni della zona Doc: Gambellara, Montebello Vicentino, Montorso Vicentino e Zermeghedo, un'area dunque estremamente limitata. A Montebello è stata ritrovata una villa romana del I-II secolo d.C. con una vinaia, testimonianza della coltivazione dell'uva sin da tempi remoti. Attualmente si coltiva uva di qualità Garganega da cui si ricavano tre vini DOC: Bianco, Recioto e Vin santo.
La zona DOC di Breganze è più ampia, comprende infatti il territorio dei comuni di Breganze, Fara Vicentino, Mason Vicentino, Molvena, ed in parte quelli dei comuni di Bassano del Grappa, Lugo di Vicenza, Marostica, Montecchio Precalcino, Pianezze, Salcedo, Sandrigo, Sarcedo e Zugliano. Anche questa zona ha una remota origine vulcanica, ma è caratterizzata anche da depositi morenici e fluviali. Il terreno su cui si coltivano i frutti di qualità migliore è caratterizzato da depositi di ghiaia, un substrato eccellente in quanto altamente drenante per cui le viti non sono afflitte da malattie fungine. Il più antico e caratteristico vigneto è il Vespaiolo, che non è presente altrove, da cui si ricava anche il Torcolato, vino da dessert prodotto sin dal X secolo.

## Prodotti agrogastronomici tradizionali vicentini
Il Ministero dell'agricoltura ha ammesso tra i prodotti agroalimentari tradizionali italiani, i seguenti prodotti vicentini che hanno dimostrato la loro superiore qualità e l'uso tipicizzato da più di 25 anni:
- Asparago di Bassano
- Bisi di Lumignano
- Bietola di Bassano
- Broccolo di Bassano
- Broccolo fiolaro di Creazzo
- Ciliegia durona di Chiampo
- Ciliegia di Marostica (IGP)
- Cipolla rosa di Bassano
- Composte delle valli dell'Agno e del Chiampo
- Crauti delle Bregonze
- Culàti di Valdagno
- Fagiolo di Posina (Fasola Posenata)
- Farina di mais Biancoperla
- Farina di mais Marano
- Funghi di Costozza
- Germogli di radicchio bianco di Bassano
- Mamma Bianca di Bassano
- Noventa Vicentina
- Marinelle sotto spirito
- Marroni della Valrovina